# 翔 (歌曲)
《翔》是日本二人组合柚子（ゆず）的第34张单曲。2011年1月30日由其所属公司Senha&Company发售。